# Tellurito di potassio
Il tellurito di potassio è il sale di potassio dell'acido telluroso.
A temperatura ambiente si presenta come un solido bianco inodore. È un composto tossico, irritante.
Viene ridotto a tellurio metallico dal Corynebacterium diphtheriae; questa proprietà permette di allestire terreni selettivi per il suo isolamento.